# Peter Torebko
Peter Torebko (* 10. Februar 1988 in Bytom, Polen) ist ein ehemaliger deutscher Tennisspieler.

## Karriere
Peter Torebko war vor allem auf der ITF Future Tour und der ATP Challenger Tour aktiv. Auf der Future Tour gewann er 13 Titel im Einzel und 9 weitere im Doppel.
Seinen größten Erfolg auf der Tennistour feierte er im Juni 2012 beim Grand-Slam Turnier von Wimbledon. In der dritten und letzten Qualifikationsrunde scheiterte er gegen Ryan Sweeting in fünf Sätzen mit 6:3, 6:1, 6:7, 5:7 und 4:6. Im März 2012 gewann er innerhalb von zwei Wochen zwei Future-Turniere in England.
Seinen ersten Auftritt auf der ATP World Tour hatte Torebko 2011 bei den BRD Năstase Țiriac Trophy in Bukarest. Nach überstandener Qualifikation unterlag er in der ersten Runde des Hauptfelds gegen Igor Andrejew knapp in drei Sätzen.
Danach verlor er häufig wie in Wimbledon 2012 in der letzten Runde der Qualifikation.
Von 2012 bis 2013 spielte er für den Bremerhavener TV 1905 in der zweiten bzw. ersten Tennis-Bundesliga. 2014 bis 2016 spielte er für den Düsseldorfer Rochusclub, ab 2019 für den TC Bredeney.
2021 spielte er sein letztes Profiturnier.